# ساعة ذات صندوق طويل

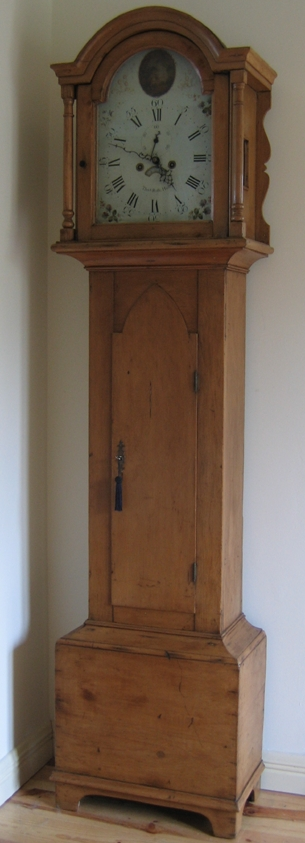
ساعة ذات صندوق طويل من خشب الصنوبر، صنعها توماس روس عام 1790 تقريبًا.

الساعة ذات الصندوق الطويل (بالإنجليزية: longcase clock)‏ وتعرف أيضًا باسم ساعة الجد (بالإنجليزية: grandfather clock)‏ هي ساعة بندولية طويلة ذات رقاص يتحرك بتأثير وزنه داخل الضصندوق الخشبي. يبلغ طولها عادةً 1.8–2.4 متر (6-8 قدم). ويعد أول من صنعها صانع الساعات الإنجليزي ويليام كليمنت عام 1670.